# Peter Bonetti
Peter Phillip Bonetti, född 27 september 1941 i Putney i London, död 12 april 2020, var en engelsk professionell fotbollsmålvakt. Han spelade för Chelsea FC, St. Louis Stars, Dundee United och spelade 7 A-landskamper för England 1966-1970. 1966 ingick han i Englands världsmästartrupp, men spelade inga matcher. Hans mest kända landskamp är VM-kvartsfinalen 1970 mot Västtyskland (2-3) då han vaktade Englands målbur i Gordon Banks frånvaro.
Bonetti föddes i London av schweiziska föräldrar. Han var och vann FA Youth Cup med Chelsea ungdomslag 1960 och blev förstamålvakt i A-laget 1960-1961. Bonetti spelade i Chelsea förutom en sejour 1975 i St. Louis Stars i Chelsea fram till 1979. Totalt spelade han 729 matcher för klubben. Hans första titel med Chelsea var FA-cupen 1970 och 1971 vann laget Cupvinnarcupen efter seger mot Real Madrid.